# 內科馬 (堪薩斯州)
內科馬（英語：Nekoma）是位於美國堪薩斯州拉什縣的一個非建制地區。

## 地理
內科馬所處的海拔為高於海平面620米（即2034英呎），而該地所採用的時區為UTC-6，即北美中部時區（CST）。同時該地設有夏令時間，為UTC-6調快一小時，即UTC-5（CDT）。